# Исерлия (село)
Исерлия (рум. Iserlia) — село в Бессарабском районе Молдавии. Является административным центром коммуны Исерлия, включающей также села Богдановка, Карабибер и Ивановка.

## История
Согласно Энциклопедическому словарю Брокгауза и Ефрона, Исерлия — болгарская колония Бессарабской губернии, Аккерманского уезда, при реке Киргиж-Китай; 227 дворов, 1636 жителей; православная церковь, школа, лавки. Основана около 1834 года пришельцами из Турции на отведенной правительством земле.

## География
Село расположено на высоте 97 метров над уровнем моря.. Находится на реке Скиноса.

## Население
По данным переписи населения 2004 года, в селе Исерлия проживает 884 человека (454 мужчины, 430 женщин).
Этнический состав села:
| Национальность | Число жителей | Процентный состав |
| -------------- | ------------- | ----------------- |
| молдаване      | 364           | 41.18             |
| болгары        | 203           | 22.96             |
| гагаузы        | 128           | 14.48             |
| русские        | 87            | 9.84              |
| украинцы       | 72            | 8.14              |
| цыгане         | 22            | 2.49              |
| поляки         | 1             | 0.11              |
| прочие         | 7             | 0.79              |
| Всего          | 884           | 100%              |